# Renzo Agresta
Renzo Pasquale Zeglio Agresta (San Paolo, 27 giugno 1985) è uno schermidore brasiliano, specializzato nella sciabola.

## Palmarès
In carriera ha conseguito i seguenti risultati:
- Giochi panamericani:

Rio de Janeiro 2007: bronzo nella sciabola individuale.
Guadalajara 2011: bronzo nella sciabola a squadre e nel fioretto a squadre.